# Утцедель
Утцедель (нем. Utzedel) — община в Германии, в земле Мекленбург-Передняя Померания.
Входит в состав района Деммин. Подчиняется управлению Деммин-Ланд.  Население составляет 548 человек (на 31 декабря 2010 года). Занимает площадь 25,77 км².
Коммуна подразделяется на 5 сельских округов.